# Sonatola
Sonatola (en bengali : সোনাতলা) est une upazila du Bangladesh dans le district de Bogra. En 2011, elle dénombrait 186 778 habitants.